# 스리랑카 야구 국가대표팀
스리랑카 야구 국가대표팀은 스리랑카를 대표하는 야구 국가 대표팀이다.

## 개요
스리랑카 야구 대표팀은 1990년대 중반부터 국제대회에 출전하기 시작했다. 2000년대 중반까지는 같은 아시아 야구 신흥국들 사이에서도 하위권을 차지했으나 2009년 아시안컵 야구 대회에서 8개국 중 3위를 차지하면서 괄목할 정도로 성적이 오르기 시작했다. 2015년 동아시아컵 야구대회 참가 당시에는 박철순 전 두산 베어스 선수가 스리랑카 대표팀의 지도자로 파견 나간 적이 있다.

## 국제대회 성적

### 아시아 야구 선수권 대회
- 2017년: 7위
- 2019년: 7위

### 아시안컵 야구 대회
- 1995년:
- 2002년: 5위
- 2004년: 6위
- 2006년: 4위
- 2009년:  3위
- 2012년[1]:  준우승
- 2013년:  준우승
- 2015년:  3위
- 2017년:  우승
- 2019년:  우승
- 2023년:  3위
- 2025년: 5위

### 아시안 게임
- 2018년: 9위

## 같이 보기
- 아시아 야구 선수권 대회
- 아시안 게임 야구
- 아시안컵 야구 대회